# Druckkombinat Berlin

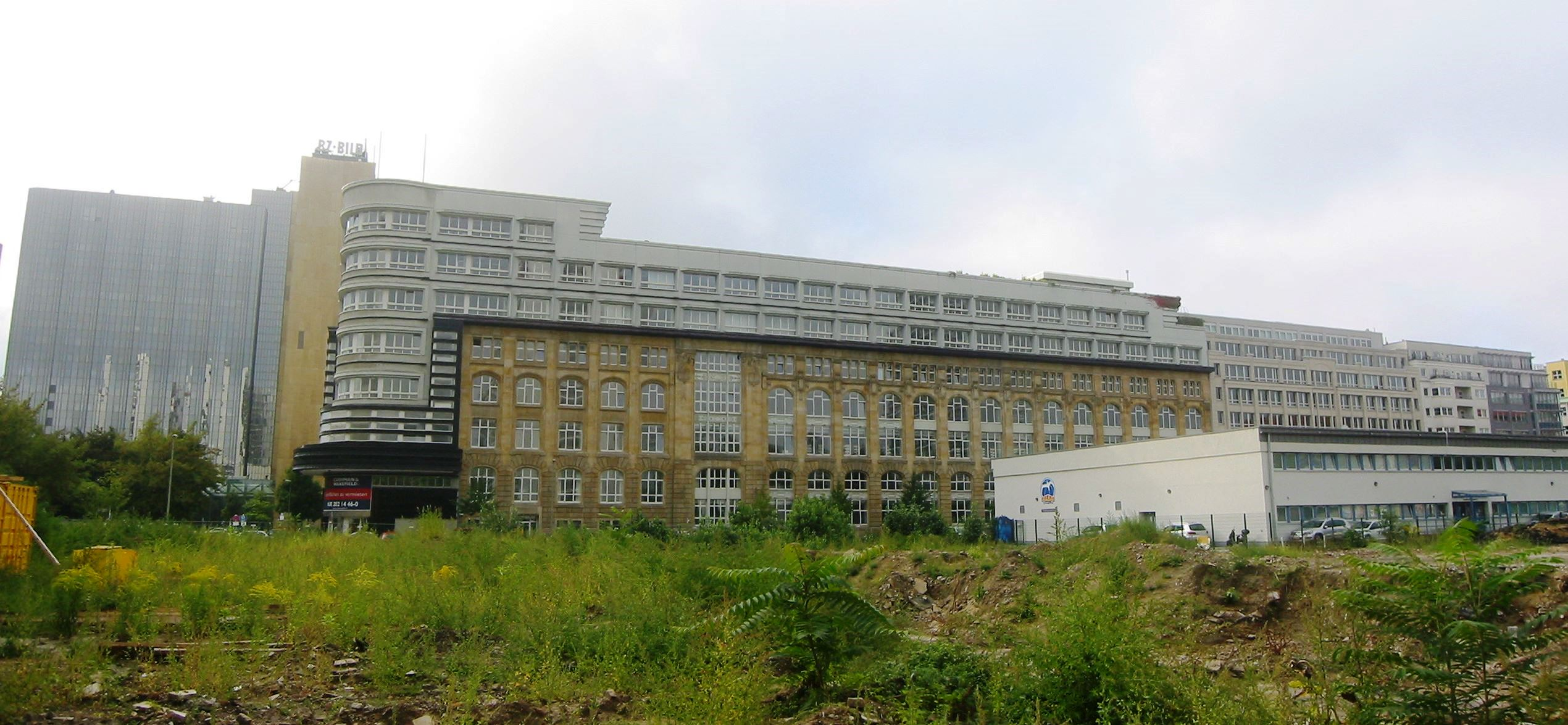
Gesamtansicht des ehemaligen Mosse-Hauses,
im Druckkombinat Werk I

Das Druckkombinat Berlin war einer der größten Druckereibetriebe in Ost-Berlin. Sein Ursprung lag im Berliner Zeitungsviertel in der Friedrichstadt. Hier hatten sich zu Beginn des 20. Jahrhunderts zahlreiche Zeitungsverlage niedergelassen. Darunter befand sich der Zeitungsverlag von Rudolf Mosse, der sich einen eigenen Betrieb in einem Neubau einrichtete. Ebenfalls in diesem Gebäude wurde im Jahr 1918 das Berliner Tageblatt in einer weiteren Druckerei produziert.
Nach Wechsel der Eigentumsformen und Besitzer war in den 1950er Jahren durch Zusammenschluss mehrerer kleiner Druckereien und Verlage ein Volkseigenes Kombinat gebildet worden. Dieses führte bis zur deutschen Wiedervereinigung fast alle Druckaufträge Berliner Parteien, Massenorganisationen und Großbetriebe aus. Diese reichten von Servietten, Zeitungen und auflagenschwachen Zeitschriften, Plakaten, Urkunden, Vordrucken aller Art, Einladungen, Büchern bis zu Hochglanzbroschüren. Nach 1990 übernahm ein Würzburger Privatinvestor einen großen Teil des Betriebes, wandelte ihn in eine GmbH um und gab ihm den Namen Druckhaus Berlin-Mitte (DBM).

## Geschichte

### Vorgeschichte 1900–1945
Der Buchhändler Rudolf Mosse hatte 1901–1903 von den Architekten Wilhelm Cremer und Richard Wolffenstein ein Verlagshaus in der Schützenstraße, mitten im Berliner Zeitungsviertel, errichten lassen. Pferdewagen und später Automobile lieferten von hier aus fast rund um die Uhr die Morgen-, Mittags-, Abend- und Nachtausgaben der Tageszeitungen zu den Verkäufern in der ganzen Stadt. Die Blätter waren auf den neuesten Setz- und Druckmaschinen hergestellt worden. Wegen des raschen Wachstums der Branche ließ Mosse vom Architekten Erich Mendelsohn in den 1920er Jahren einen Erweiterungsbau errichten, der dem Haus das markante abgerundete Eck gab. Bis zum Zweiten Weltkrieg wurden in der Berliner Verlagsanstalt neben Tageszeitungen auch Illustrierte, Kurs- und Kochbücher, Plakate für Kinos und Theater sowie verschiedene Fachzeitschriften gedruckt.
Während der NS-Zeit entstanden weiterhin vor allem Tageszeitungen im Mossehaus, das Berliner Tageblatt musste aber aufgegeben werden.

### Kurze Nachkriegsentwicklung 1945–1950
Am Ende des Krieges, als die Alliierten vor allem Berlins Zentrum bombardierten, wurde Anfang Februar 1945 auch das Verlagshaus Mosse schwer beschädigt.
Mit der Teilung Berlins fand sich das Zeitungsviertel in zwei verschiedenen Sektoren der Stadt wieder, viele Jahre lang verlief die Berliner Mauer mitten durch das Viertel. Die Schützenstraße befand sich im Sowjetischen Sektor. Großindustrielle und andere Fabrikanten wurden enteignet, so auch Rudolf Mosse. Das Haus selbst wurde notdürftig wiederaufgebaut.
Die verbliebene arbeitsfähige Druckerei Berliner Verlagsanstalt GmbH und die technische Ausrüstung des Tageblatts wurden am 16. Mai 1945 der SMAD unterstellt und am 26. Mai 1945 beim Berliner Magistrat als Vereinigte Druckereien der Täglichen Rundschau registriert. Sie brachte aber bereits am 15. Mai 1945 die erste Nachkriegszeitung für Berlin heraus, die Tägliche Rundschau mit einer Startauflage von 100.000 Exemplaren.

### Aufstieg und stetiges Wachstum 1951–1990
Am 1. Juli 1951 schlossen sich 53 Kleinbetriebe aus dem Druckgewerbe zum VEB Industriedruck zusammen, die in zwei Werkteile (WT) gegliedert wurden: WT I (Mühlenstraße) und WT II (Markusstraße). Zum Zwecke der Nachwuchsausbildung entstand im Jahr 1955 die Zentrale Graphische Werkstatt als Betriebsberufsschule. Im Jahr 1958 kam der Werkteil III, das Gebäude des ehemaligen Mosse-Verlags (Schützenstraße) hinzu, in dem 64 Personen beschäftigt waren. Im Lauf der nächsten Jahre wuchs die Belegschaft auch durch neu eingegliederte ehemalige selbstständige Kleinbetriebe.
Aus dem Industriedruck wurde am 1. Januar 1956 der VEB Graphische Werkstätten Berlin, die Produktionsarbeiter hatten im Vorfeld nach neuen Arbeitsmethoden (Luise-Ermisch-Methode) eine Leistungssteigerung von 6,4 Prozent erreicht. Erster Leiter der Graphischen Werkstätten wurde der Drucker Waldemar Borde.
Die vereinfacht wiederaufgebaute Kriegsruine in der Schützenstraße genügte den Repräsentationsvorstellungen des Ost-Berliner Magistrat zu Anfang der 1960er Jahre nicht mehr, so dass unter anderem der rund 20 Meter hohe Eckturm eine glatte Fassade erhielt, um „dem Bauwerk ein zeitgemäßes Äußeres“ zu geben. Am 29. September 1961 wurde das Richtfest für das umgebaute Mossehaus gefeiert.
Nachdem am 13. August 1961 mit dem Mauerbau aus der politischen Teilung Berlins auch zwei getrennte Stadthälften entstanden, gab es stetig Versuche, die Mauer zu überwinden. So hatte im Sommer 1962 ein Kreuzberger Bürger einen Fluchttunnel zur Zimmerstraße gegraben, um DDR-Flüchtlinge durch diesen Geheimgang nach West-Berlin zu führen. Bei dieser Aktion kam der DDR-Grenzsoldat Reinhold Huhn nach der Aufforderung zur Personenkontrolle durch Schüsse ums Leben. Die Schützenstraße erhielt ihm zu Ehren im Jahr 1967 den neuen Namen Reinhold-Huhn-Straße und ein Gedenkstein wurde in der Nähe des Druckbetriebes aufgestellt.
In den späten 1960er Jahren zeichnete sich eine enorme Nachfrage nach Druckerzeugnissen ab, weswegen eine zentrale Berliner Arbeitsgruppe ein Programm zur schrittweise besseren Bedarfsdeckung erarbeitet hatte. Wichtigste Maßnahmevorschläge waren:
1. Grundlegende Neuprofilierung der polygrafischen Industrie Berlins,
2. Abdeckung des Berliner Antragsaufkommens ist (nunmehr) eine zentrale Aufgabe der polygraphischen Industrie und ihrer Leitungen,
3. Bereitstellung finanzieller Mittel zur besseren Versorgung mit Drucksachen, um (beispielsweise) den Ankauf von neuer Technik und die zusätzliche Belieferung mit Papier für das Druckkombinat zu ermöglichen.[10]

Als Berliner Antragsaufkommen wurden folgende Erzeugnisse definiert: Werbedrucke, Drucksachen für Wirtschaft, Verwaltung und Bevölkerung, Etiketten und Zeitschriften mit speziellem Inhalt.
Für das Druckkombinat ergab sich aus diesem Strategiepapier, dass eine weitere Profilierung nach dem Erzeugnisprinzip zu erfolgen hatte, vor allem war die Zeitschriftenherstellung in der Reinhold-Huhn-Straße zu modernisieren. In der Lichtenberger Bornitzstraße Ecke Ruschestraße war ein Neubau geplant, in dem Werbedrucksachen einschließlich Plakaten und allen oben genannten Drucksachen mit den damals bekannten Druckverfahren gefertigt werden sollten. Eine speziell gebildete Arbeitsgruppe aus Ingenieuren des Ingenieurbüros der VOB Zentrag und Technologen des Druckkombinates (Führungsstab Neubau Bornitzstraße) untersuchte die Realisierungsmöglichkeiten. Wie die weitere Entwicklung zeigte, wurde kein Neubau errichtet.
Zum 1. Januar 1968 entstand aus den Graphischen Werkstätten und weiteren Betrieben das Druckkombinat Berlin, das Aufträge aus der Berliner Verwaltung, aus den Parteien und Massenorganisationen, aus Theatern, Kinos und dem Staatlichen Kunsthandel ausführte. Zu dieser Zeit hatte das Druckkombinat etwa 2000 Mitarbeiter.
Im Mai 1971 wurde das damals moderne Rollenoffsetdruck-Verfahren im Druckkombinat eingeführt.
Im Zeitraum 1972–1982 gab es umfangreiche Baumaßnahmen in den Verwaltungs- und Produktionsgebäuden, unter anderem wurde 1980 ein Lastenaufzug eingebaut.
Im September 1974 wurde das Jugendobjekt Offsetdruck übergeben.
Zwischen 1976 und 1985 investierte das Druckkombinat in eine Aufstockung des Hauptgebäudes (ein fünftes und ein sechstes Geschoss) in der Reinhard-Huhn-Straße zwecks Konzentration der Betriebsteile und Verwaltung, außerdem wurden einige Freiflächen in der Köpenicker Straße, in der Inselstraße und in der Seydelstraße neu gestaltet.
Letzter Betriebsdirektor des VEB Druckkombinat wurde nach altersbedingtem Ausscheiden von Heinz Worm im Jahr 1982 der Diplomwirtschaftler Jürgen Fötsch, der diese Funktion bis 1992 innehatte, danach Geschäftsführer der GmbH Druckhaus Berlin-Mitte wurde.
Schrittweise hielt in den verschiedenen Betriebsteilen des Druckkombinats modernste Technik Einzug, beispielsweise ein Programmiergerät (LP 307) für das Layout, ein Scanner (399 ER), ein Fotosatzsystem (Serie 2000), eine komplette Serviettendruck- und Verpackungsanlage (Hobema /Senning), Offsetdruckmaschinen (P 44 SW 2), Laserbelichter, Laserprinter und viele andere.

### Überlebenskampf 1992–2012 in Mitte
Im Jahr 1992 erhielt die Straße ihren früheren Namen Schützenstraße zurück. Der Unternehmer Hans Röder aus Würzburg erwarb das Druckkombinat im Jahr 1992 von der Treuhandanstalt und führte es ab 1. Juli 1992 als DBM Druckhaus Berlin-Mitte GmbH weiter. 150 Mitarbeiter wurden übernommen, die Standorte Hauptwerk in der damaligen Reinhold-Huhn-Straße (Geschäftsleitung, Buch- und Offsetdruck, Fotosatz, Plakat- und Stempelherstellung, Express- und Geschäftsdrucksachen) sowie Seydelstraße (Chemigrafie/Offsetproduktion, Fotodokumentation [Patentschriften], Serviettenproduktion/Tortenpapiere, Prägedruck/Kranzschleifen und Wimpel) blieben zunächst bestehen.
Einige der früheren Filialbetriebe wurden dagegen privatisiert, darunter beispielsweise die Druckwerkstatt von Klaus Regel in der Friedrichshainer Samariterstraße oder gingen an ihren früheren Besitzer zurück.
Hans Röder ließ den gesamten Gebäudekomplex des Mosse-Hauses im Stadtzentrum (Schützenstraße, Jerusalemer Straße, Zimmerstraße und Markgrafenstraße) komplett entkernen und denkmalgerecht sanieren. Es sollte zum Mosse-Zentrum ausgebaut werden. Die Umgestaltung geht auf Pläne der Architekturbüros Fissler & Partner (Berlin), Bernd H. Kemper (Hannover) sowie Dieter W. Schneider (Berlin) und Hans G. Strauch (Boston) zurück, die sich stark auf die Arbeiten von Mendelssohn aus den 1920er Jahren stützten. Die Bauleitung lag in der Verantwortung des Bauingenieurs Peter Kolb (Stuttgart). Nach Fertigstellung der Umbauarbeiten erhielt die DBM modernste digitale Druckmaschinen, eine inhaltliche Umorientierung auf Veröffentlichungen über deutsche und europäische Geschichte, Verkehrsgeschichte und Regionalliteratur wurde begonnen.
Bereits im Jahr 2007 gab es einen neuen Eigentümer, der die DBM im Jahr 2009 in eine gemeinnützige Stiftung überführt hat. Ende 2012 fanden sich Familie Lind, die Produktions-Agentur Lieblingsdrucker, der Internet-Unternehmer Gi-Yong Choi und die Unternehmensberatung perPuls als neue Gesellschafter. Die Druckarbeiten wurden bei allen organisatorischen Änderungen aber stetig fortgeführt, um Kunden musste nun geworben werden.
Zu Beginn des 21. Jahrhunderts hatte sich der Verein Initiative Berliner Zeitungsviertel e. V. gegründet, dem Publizisten, Journalisten und Kommunikationswissenschaftler angehörten. Sie wollten die Geschichte des einstmals weltweit größten Presseviertels wiederbeleben. Das Kreuzberg-Museum beteiligt sich noch immer mit der Organisation von Führungen „auf den Spuren der Verlagsimperien“. Bis 2012 konnten auch die Räumlichkeiten und die Technik im Druckhaus Berlin-Mitte besichtigt werden. Mit dem kompletten Auszug der DBM entfiel dieses Angebot für interessierte Berliner und/oder Touristen. Im nun Mosse-Zentrum Baukomplex sind seit 2014 unter anderem die Thales-Gruppe (Sicherheit, Militär, Transport) und die Dussmann-Gruppe (Dienstleistungen) Hauptmieter.

### Kleiner Geschichts-Exkurs im Mossehaus
Im Atrium des Mosse-Hauses war ab 1993 eine kleine Dauerausstellung von historischen Fotos, Büchern und Dokumenten aus der Geschichte des Gebäudes zu sehen. Außerdem hat sich dort, relativ unbeachtet, eine Setzmaschine aus dem Jahr 1922 erhalten, die aufmerksamen Besuchern nicht entgeht. Es handelt sich um eine Doppelstock-Linotype-Setzmaschine, eine von vielen Maschinen, die früher aufgereiht in großen Räumen standen. Davor saßen die Setzer und gaben Texte in die Tastatur ein, von wo die Maschine Druckmatrizen für den Bleisatz daraus formte. Die historische Maschine ist zugleich ein Zeugnis der Berliner Industrie: sie wurde von der Firma Mergenthaler Setzmaschinen-Fabrik GmbH in der Chausseestraße nach dem USA-Patent hergestellt und europaweit vertrieben.

### Verlegung des Firmensitzes ab 2013 und Erweiterungen
Das DBM ist im August 2013 in die Nähe zum Bahnhof Südkreuz (Wilhelm-Kabus-Straße 21–35) gezogen, offizielle Führungen sind dort, aber auch im ehemaligen Mosse-Haus, nicht möglich. Dagegen gibt es für die Besucher ein Open House Magazin.
Das Unternehmen selbst zählt zu den ökologisch nachhaltig arbeitenden Druckereien. Bereits 2015 und somit als erste deutsche Druckerei überhaupt, hat das DBM das Siegel „Blauer Engel für Druckerzeugnisse“ für Printprodukte aus dem Offsetdruck erhalten.
Darüber hinaus wurde im Jahr 2010 das InaP (Informationszentrum für nachhaltige Printproduktion) begründet, eine Veranstaltungsreihe mit Workshops, Vorträgen, Podiumsdiskussionen, Öffentlichkeitsarbeit, Führungen u. a. Die Teilnahme erfordert eine Anmeldung, ist jedoch kostenlos.
Im Jahr 2018 erwarb die Geschäftsleitung besondere Bindemaschinen für die Kalenderherstellung, womit deren Herausgabe enorm gesteigert werden konnte. Im Jahr 2019 wurde die Großformatdruckerei Klingenberg übernommen. Im Herbst 2020 wurden beide Berliner Standorte zusammengelegt.

### Ab Frühjahr 2021 Insolvenz mit einem erhaltenen Betriebsteil
Zum 30. Dezember 2020 hatte der Geschäftsführer Martin Lind die Insolvenz im Regelverfahren beantragt. Zum vorläufigen Insolvenzverwalter wurde Björn Gehde von Hilgers & Partner bestellt; er hatte seine Arbeit sofort aufgenommen und sicherte durch Deckungszusagen an Materiallieferanten und Dienstleister die Weiterführung der Arbeit. Die Fortzahlung der Löhne und Gehälter sicherte darüber hinaus den laufenden Betrieb. Gemeinsam mit der Geschäftsführung wurde nach einer Fortführungslösung für das Unternehmen gesucht. Das ordentliche Insolvenzverfahren wurde am 1. März 2021 eröffnet. Hierbei stimmte das Gericht dem Antrag zu und so musste der Hauptbetrieb in Berlin mit 80 Beschäftigten stillgelegt werden. Die Produktionsstätte in Wustermark mit zwölf Stellen überlebte die Aktion als Teilbetriebsübergang und nennt sich seitdem Industriedruck Brandenburg GmbH. Die bisherige Geschäftsleitung blieb im Amt und die Hauptaufgabe umweltzertifizierte Buchproduktion und Displaydruck wird fortgesetzt.

## Gliederung des Druckkombinats

### Wirtschaftsorganisation
Das übergeordnete staatliche Organ war die VOB Zentrag.

#### Im Jahr 1967
Die Werkleitung des VEB Druckkombinat(s) hatte ihren Sitz in der Schützenstraße (Reinhold-Huhn-Straße) 18–25 Ecke Jerusalemer Straße 46/47. Ihr unterstellt waren die unmittelbaren Abteilungen Ökonomie und Planung, Kader sowie die Bereiche Kleinoffset, Repro-Offset, Werbedruck, Graphokopie (ein Echtfotodruck, beispielsweise häufig für Ansichtskarten eingesetzt) und Kunstdruck. Diese waren aber teilweise in anderen Berliner Stadtbezirken untergebracht:
 Kleinoffset hatte drei Betriebsteile (einer in der Köpenicker Straße 56, einer in der Chausseestraße 17), Repro-Offset hatte zwei Betriebsteile (Auguststraße 26 und Neue Schönhauser Straße 14), Werbedruck hatte zwei Betriebsteile (Johannisthal, Köpenicker Straße 5–6 und Mitte, Oranienburger Straße 38), Graphokopie hatte zwei Betriebsteile (Stolpische Straße 37 und Prenzlauer Allee) und Kunstdruck befand sich in Altglienicke (Rudower Straße 28). [Situation Ende 1967].

Die Druckarbeiten liefen in vier Werken, die sich ebenfalls in Ost-Berlin befanden:
 Werk I in der Reinhold-Huhn-Straße 13, Werk II in der Lichtenberger Straße 50, Werk III in der Dircksenstraße 47, Werk IV in der Beuthstraße 7.

#### Bis zum Jahr 1989
Die Betriebsleitung (Zentrale) befand sich in der Reinhold-Huhn-Straße 18–25, der Betriebsteil Chemigrafie/Fotodokumentation/Serviettenproduktion befand sich seit mindestens 1970 in der Beuthstraße 6–8 und in der Wöhlertstraße 12/13, der Betriebsteil Kleinoffset war in der Paul-Robeson-Straße 37 und in der Neuen Schönhauser Straße 14 (die Abteilungen Kranzschleife, Prägedruck, Expressdruck) untergebracht, der Betriebsteil Kunstdruck nutzte weiterhin die Produktionsstätte Rudower Straße 28, in der Chausseestraße 117 gab es den Betriebsteil Spitzenpapier und Köpenicker Straße 5/6 war die Adresse des Betriebsteils Papieraufbereitung.

### Betriebserweiterungen
(in Klammern: Jahr der Eingliederung in das Druckkombinat)

#### 1950er Jahre
- Industriedruck (1. Juli 1951), Rigaer Straße in O 112[30]
- Buchdruckerei Osten (1. Dezember 1953), Kadiner Straße 20[30]
- Buchdruckerei Silesia (1. Dezember 1953), Marienburger Straße 28[30]
- Felix Neuendorff (1. Dezember 1953), Klement-Gottwaldt-Allee 150 in Berlin-Weißensee[30]
- Paul Koch (1. Dezember 1953), Kastanienallee 32, Berlin N58[30]
- Paul Bartsch (1. Dezember 1953), Singerstraße 111, Berlin C2[30]
- Karl Lemke Graphische Kunstanstalt (1. Juli 1954), Blumenstraße Berlin C2[30]
- L. Barnick Offsetdruck (1. Oktober 1954), Markusstraße 50, Berlin O 17,[30] vor 1945 R. Barnick, Kunstdruckanstalt[32]
- Patentcartonagenfabrik (1. Oktober 1954), Markusstraße 50, Berlin O 17[30]
- C. F. Jaehde Galvanoplastik (1. Juli 1956), Neue Jakobstraße[30]
- Tägliche Rundschau (1. April 1958), Schützenstraße 18–25[30]
- Zoeke und Mittermeyer Landkartendruck (1. Dezember 1958), Höchste Straße[30]
- Berek-Dewag Plakatdruckerei (1. Januar 1959), Dircksenstraße 47[30]
- Max Kramer Buchdruckerei (1. Februar 1959),[30] Landsberger Allee 125, Berlin NO 18[33]
- Hausdruckerei Magistrat (1. Juni 1959)
- Fritz Gedat Druck und Papierverarbeitung (1. August 1959), Rungestraße[30]
- Tribüne (1. September 1959), das neue Werk IV[30]
- Robert Fröhlich Buchdruck und Buchbinderei (1. Oktober 1959), Tilsiter Straße[30]
- Druckerei Gutenberg (1. Dezember 1959), Schwedter Straße 263,[30] vor 1943 Druckerei Gutenberg Wilhelm Möller[34]
- Hans-Joachim Blankenberg Buchdruckerei (1. Dezember 1959), Schönhauser Allee[30]
- Tägliche Rundschau – Komplexbrigade (1. Dezember 1959)[30]

#### 1960er Jahre
- Moriz und Kummer Kassenblockfabrik (1. Januar 1960), Elisabethstraße[30]
- Teilbetrieb der Neuköllner Industrie-Druckerei Basedow & Co. (24. August 1961), Kiefholzstraße 183, Berlin-Baumschulenweg[30][35]
- Mauersberger (16. Dezember 1961), Kreuzstraße 9, Berlin-Pankow[30]
- Rosenberg (1. Januar 1962), Kopenhagener Straße 72
- Druckerei Gehrmann (16. Februar 1962), Schönhauser Allee 78/79[9][30]
- Fritz Briese; Buchdruckaufträge (7. November 1962),[30]
- Nationales Druckhaus, Hausdruckerei der NDPD, Akzidenz-Abteilung (26. Februar 1963), Neue Jakobstraße[30]
- Neues Deutschland, Bogenbuchdruck-Abteilung (3. März 1963), Franz-Mehring-Platz[30]
- VEB Stegrasieb, Dirksenstraße, Stempelabteilung (1. Januar 1966)[30][36]
- VEB Stegrasieb, Handgravur, Siebdruck, Foto-Abteilung (1. Januar 1967)[30]
- Bärendruck (1. Juli 1969), Franz-Mehring-Platz 1[30]
- Werk II der Berliner Druckerei (1. Juli 1969)[12]

Per Ende 1967 gehörten zum Druckkombinat 85 Betriebe mit insgesamt 1016 Vollbeschäftigten-Einheiten (VbE; etwas geringer als die tatsächliche Personenzahl).

#### 1970er und 1980er Jahre
Dies sind die Jahre, in denen umfangreiche Zwangsenteignungen von Kleinbetrieben stattfanden; die meisten wurden einer größeren Verwaltung angegliedert. So kamen zum Druckkombinat hinzu:
- Werk IV wird das vom ND übernommene Werk aus der Beuthstraße (1. Januar 1972; Chemiegrafie und Offsetdruck)[12][30]
- VEB Kleinoffset; hervorgegangen aus den Druckereien Wirsig, Roman Greulich (Offset- und Steindruckerei, Georgenkirchstraße 40) und Tutschke (1. Juli 1972)[30]
- VEB Kunstdruck; hervorgegangen aus der Druckerei Huth (1. Juli 1972), Berlin-Altglienicke[30]
- VEB Repro-Offset; hervorgegangen aus der Druckerei Graetz (1. Juli 1972); Auguststraße 26[30]
- VEB Graphokopie; hervorgegangen aus den Druckereien Sandler, Fiedler; Stolpische Straße 37[30]
- Kleinoffset und Graphokopie wurden bereits zum 1. Januar 1976 zum Betriebsteil Stolpische Straße eingegliedert. Hier gab es bereits die Kollektive Buchdruck, Prägedruck und Fertigmacherei.[37]
- VEB Werbedruck; zuerst Druckerei Südost (1. Juli 1972), Berlin-Johannisthal[30]
- Wodarz (1. Februar 1973),[30]
- Verlagsbuchbinderei Berpaflex (auch Hersteller von Pergament- und Butterbrotpapier, 1. Januar 1980), Wöhlertstraße[30][38]

Mindestens ein Betrieb wurde bekannt, der noch in der DDR-Zeit in den 1980er Jahren reprivatisiert wurde, weil dessen Sortiment so speziell war, dass es nicht in den Produktionsprozess des Druckkombinats passte. Das betraf die Druckerei Graetz in der Auguststraße 26.

## Aufgaben
Neben dem zuverlässigen, qualitätsvollen und schnellen Abarbeiten aller Arten von Druck- und Weiterverarbeitungsaufträgen bildete das Kombinat selbst auch Lehrlinge in verschiedenen Berufen aus, darunter Büroangestellte und Drucker, für deren Abschluss traditionell das Gautschfest veranstaltet wurde.
Zirka sechs- bis siebenmal jährlich erschien ein innerbetriebliches Informationsblatt mit Fotos, Zeichnungen und wichtigen Hinweisen für die verschiedenen Kombinatsteile: Mitteilungen. Erste Ausgabe war im April 1960.
Das Druckkombinat unterhielt, wie zahlreiche andere DDR-Betriebe, Ferienheime und Ausbildungsstätten, unter anderem im sächsischen Ort Mulda, das im Juni 1978 in Betrieb genommen wurde.
Seit 1956 wurden Betriebssportfeste organisiert. Mit Gewerkschaftsorganisationen aus anderen europäischen Ländern wie Polen, Belgien oder Ungarn erfolgten gegenseitige Besuchsaustausche, auch Freundschaftsverträge wurden abgeschlossen.
Nach dem Mauerfall vom November 1989 versuchte ein Teil der Belegschaft des Druckkombinats, neue Positionen in der Arbeitswelt und in den Verwaltungsstrukturen zu finden und zu proklamieren.
Beispiele von Erzeugnissen und Veröffentlichungen aus den verschiedenen Entwicklungsphasen:
- 1952/Industriedruck: Plakat zum Tag des einheitlichen Lehrbeginns 1. September 1952[43]
- 1953/Industriedruck: Plakat zum Auftritt des Künstlerischen Ensembles der Nationalen Sicherheit der Tschechoslowakei in der Messehalle Leipzig[44]
- vor 1961/VEB Graphische Werkstätten Berlin: Schallplatten; hier mit dem musikalischen Märchen Hänsel und Gretel[45]
- VEB Graphische Werkstätten Berlin: Plakate, Theaterinformationen, Bücher, … im Bundesarchiv[46]
- Druckkombinat: Numismatische Hefte.[47]
- Druckkombinat: Titelabbildungen (Politische, Film- und Theaterplakate, Bücher, Veranstaltungshefte und Weiteres).
- 25. Mai 1971: Zeitschrift Seesport in einer ersten zweifarbigen Rollenoffset-Ausführung[48]
- 1971: Plakat für eine Ausstellung Kunst aus Rumänien im Grassimuseum Leipzig[49]
- Seit den späten 1970er Jahren: In der Abteilung Fotodokumentation des Druckkombinats wurden regelmäßig Kopien von Patentschriften hergestellt und an Abonnenten bzw. auf Anforderung versandt. Im Jahresschnitt waren das etwa zweieinhalb Millionen Dokumente.[50]
- 1981/Druckkombinat: Plakat für den DFD zum 8. März nach Friedrich Schiller: „Das Glück des einzelnen ist untrennbar vom Glück aller…“.[51]

## Entwicklung der Arbeitskräftezahlen
- 1951: 64[52]
- um 1955: 342[52]
- 1967: 1016 VbE[30]
- 1993: 150
- 2020: 110[2]

## Besondere Situationen
In Vorbereitung des Weltraumfluges eines DDR-Bürgers war unklar, welcher der bis zuletzt gemeinsam ausgebildeten beiden deutschen Kosmonauten tatsächlich in die Sojus-Rakete einsteigen würde. Die Namen der Weltraumflieger – Sigmund Jähn und Eberhard Köllner – waren aber den DDR-Verantwortlichen schon lange vorher bekannt. Das Druckkombinat wurde im Vorfeld beauftragt, Plakate zu diesem Weltereignis herzustellen. So mussten für beide Kandidaten Plakate gedruckt werden, weil die Öffentlichkeit auf schnellstem Wege informiert werden sollte. Herausgegeben wurden dann sofort noch am Tage des erfolgreichen Starts (26. August 1978) Plakate von Jähn.
 Außerdem erhielt der gelernte Buchdrucker Jähn beim großen Kosmonautenball im Palast der Republik einen zweisprachigen Glückwunsch zu dem erfolgreichen Flug und einen symbolischen Gautschbrief des DKB. Den Mitarbeitern des Druckkombinats übermittelte er folgenden handschriftlichen Gruß:

„Einen herzlichen Gruß an meine ehemaligen Berufskollegen des geachteten Druckerhandwerks des Druckkombinats Berlin.“

Die Plakate über Eberhard Köllner wurden makuliert.
Das Druckkombinat produzierte, wie schon erwähnt, Papier-Servietten und Tropfdeckchen (Papieruntersetzer). Diese Erzeugnisse hatten häufig Ränder in Form von Spitzen, die mittels einer Maschine ausgestanzt wurden. Nur die kleinen Papierschnipsel blieben meist in den Blättern hängen. Um ein ordentliches Produkt verkaufen zu können, klopften Hilfskräfte die in 20er Lagen bearbeiteten Servietten oder Deckchen nach dem Stanzen in Handarbeit aus.

## Logos
Mit der Veränderung des jeweiligen Betriebsnamens war auch stets ein neues Betriebslogo zu erstellen. Für das Druckkombinat fand im Jahr 1967 ein betriebsinterner Gestaltungswettbewerb statt, an dem sich 22 Personen mit insgesamt 85 Entwürfen beteiligten. Gewinner war der Berufsgrafiker Rohfleisch, dessen „Berliner Bär im D vor dem K“ mit 100 MDN ausgezeichnet und fortan für Briefköpfe und alle anderen Drucksachen angewendet wurde.
Die kleine Galerie zeigt die verschiedenen Situationen:

Graphische Werkstätten Berlin (1962)
Druckkombinat Berlin (1979–1990)
Druckhaus Mitte GmbH (nur 1991/1992)

Nach der endgültigen Privatisierung 1993 entstand ein neues Logo mit dem ausgeschriebenen Betriebsnamen vor drei farbigen Ringen.

## Kultur
Im Jahr 1976, im Zusammenhang mit dem Jubiläum 25 Jahre Druckkombinat, fanden zwischen Oktober und Dezember die 1. Betriebsfestspiele statt. Diese erweiterten die 1956 eingeführten Betriebssportfeste um Wissenstests, eine Hobbyschau, einen Solidaritätsbasar, kulturelle Veranstaltungen und kulinarische Angebote. Zuvor hatte sich bereits die Betriebssportgruppe Radwandergruppe DKB gegründet, die mit großer Beteiligung vor allem Fahrradausfahrten organisierte. Die Betriebsfestspiele wurden fortan alle zwei Jahre durchgeführt.
Im Zusammenhang mit der betrieblichen Ausbildung von Druckerei-Facharbeitern fanden zu deren Abschluss seit vielen Jahren Gautschfeste statt. Außerdem gab es regelmäßig Betriebsausflüge, beispielsweise 1976 zum Heimatmuseum Wandlitz.
Mit anderen Betrieben oder Schulklassen wurden Patenschaftsverträge vereinbart, die vor allem das Kulturleben förderten. Mit Gewerkschaftsorganisationen aus anderen europäischen Ländern wie Polen, Belgien oder Ungarn erfolgten gegenseitige Besuchsaustausche, auch Freundschaftsverträge wurden abgeschlossen.

## Ehrungen von Personen und Betriebseinrichtungen (Auswahl)
- Juli 1949: Die Drucker Walter Stibitz und Emil Wohlgemut aus dem Werk I erhielten als erste die Auszeichnung Aktivist für ihren Einsatz bei der Herausgabe der Täglichen Rundschau.[61]
- August 1962: Willi Bredel, der damalige Präsident der Akademie der Künste der DDR sandte dem Werk III ein Dankschreiben „für die termin- und qualitätsgerechte Herstellung wichtiger Publikationen“.[9]
- August 1962: Anerkennungsurkunde des Zentralrats der FDJ für die Druckerzeugnisse zu den Weltfestspielen der Jugend und Studenten in Helsinki
- Oktober 1967: Der Werkleiter der Graphischen Werkstätten, Heinz Worm (bis 1966 Ökonomischer Leiter), erhielt die Verdienstmedaille der DDR.[9]
- Oktober 1972: Manfred Wieninger wurde Verdienter Aktivist.[14]
- August 1973: Die Expressabteilung erhielt die Arthur-Becker-Medaille in Gold, der Werkleiter Heinz Worm und der Produktionsleiter Jochen Tietz bekamen diese Medaille in Silber für ihre Aktivitäten zu den X. Weltfestspielen in Berlin.[14]
- 1. Februar 1974: Alfred Röpel, Mitarbeiter der Expressabteilung, wurde Verdienter Aktivist.[14]
- 7. Oktober 1974: Johannes Frenzel, Parteisekretär des Druckkombinates, erhielt die Verdienstmedaille der DDR.[62]
- 1. Mai 1976: Marie Pultz, Pförtnerin, wurde mit dem Vaterländischen Verdienstorden in Bronze geehrt.[60]
- Juni 1979: Der Schriftsetzer Claus Witte wurde mit der Hermann-Duncker-Medaille ausgezeichnet.[60]
- Oktober 1976: Hermann Kloock, Hauptbuchhalter, wurde Verdienter Aktivist.
- 1. Mai 1977: Gerhardt Kreft, Leiter der Allgemeinen Verwaltung, erhielt den Vaterländischen Verdienstorden in Bronze. Weitere Betriebsangehörige wurden Verdiente Aktivisten.[60]
- 1978, 1979: weitere Mitarbeiter des Druckkombinates erhielten die Verdienstmedaille der DDR (Gerhard Hennig, Gerhard Kühn, Irene Walter).
 Die Arbeitskollektive Satz, Buchdruck, Weiterverarbeitung, Versand und Offset-Druckformenherstellung wurden vom Zentralrat der FDJ mit der Arthur-Becker-Medaille in Silber ausgezeichnet, der Bereich Produktionslenkung Offset und zwei Mitarbeiter bekamen diese in Bronze für „hervorragende Leistungen in Vorbereitung und während des Nationalen Jugendfestivals“.[63]
- 1980: In einer Feierstunde im Amtssitz des Staatsrats erhielt das Druckkombinat das Banner der Arbeit.[64]
- 1984: Vaterländischer Verdienstorden in Gold für das Betriebskollektiv[65]
- 1987, Oktober: Vaterländischer Verdienstorden in Bronze für den Betriebsdirektor Jürgen Fötsch[66][67]
- 1. Mai 1988: Christa Schulz, Buchbinderei, erhielt das Banner der Arbeit, Stufe II[68]
- 1988: Rolf Runkel, Mitarbeiter in der Betriebssicherheit, wurde Verdienter Aktivist[69]